# احتشاء الطحال

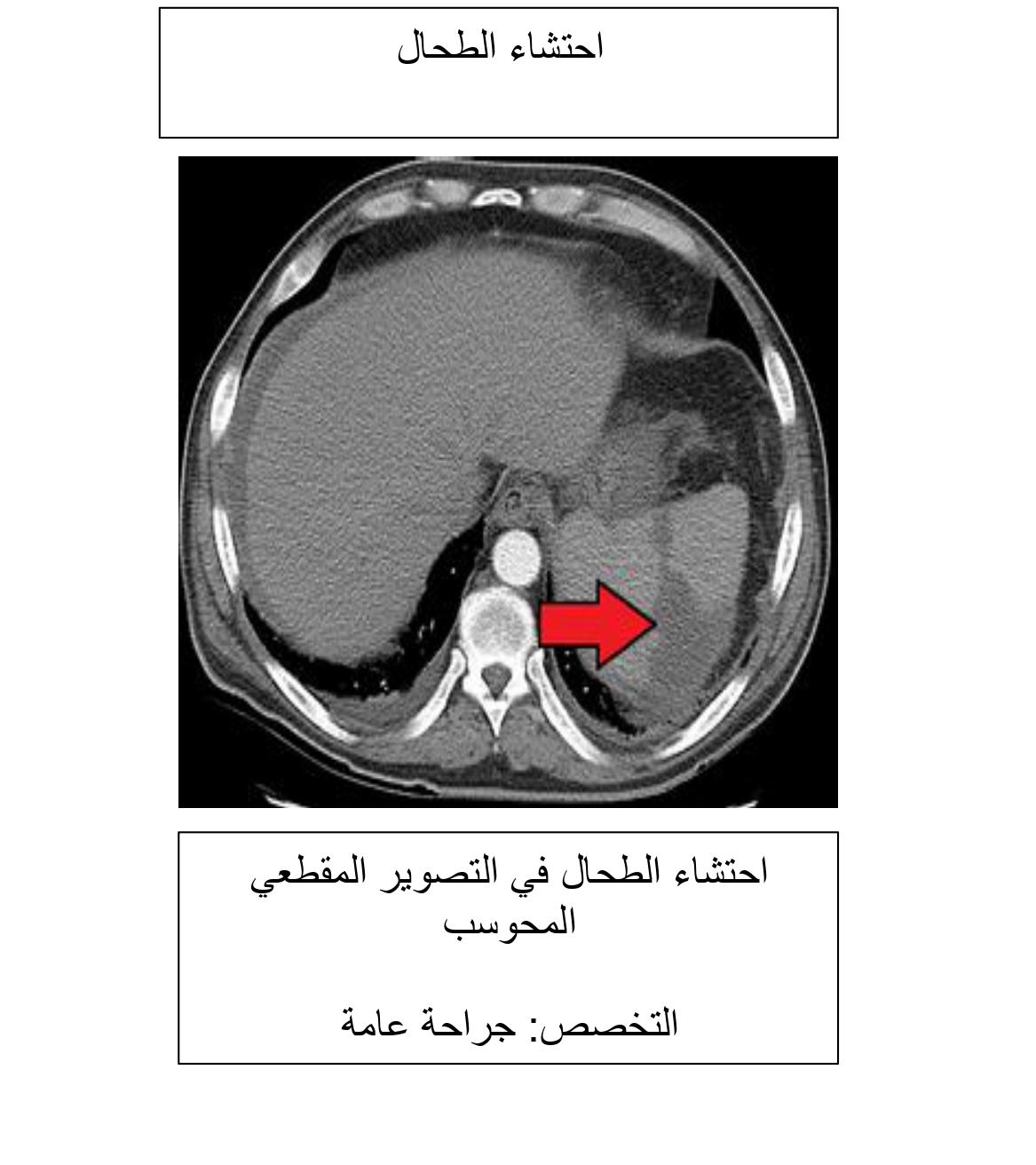

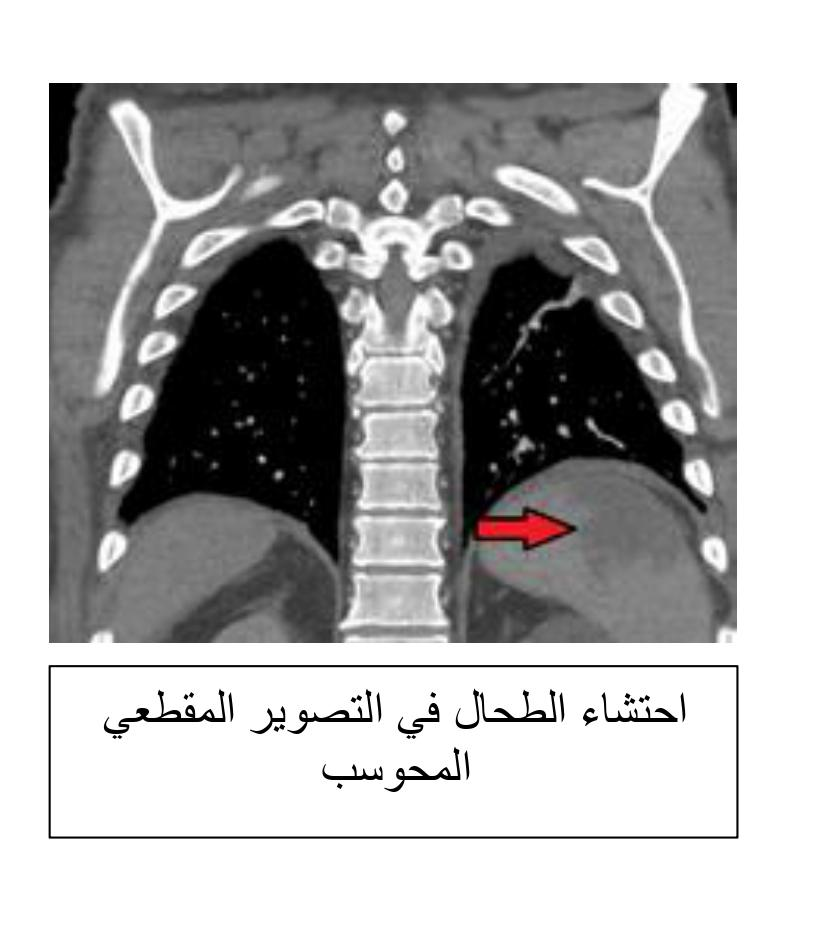

احتشاء الطحال، هو حالة يكون فيها تدفق الدم إلى الطحال ضعيفًا ، مما يؤدي إلى احتشاء جزئي أو كامل (أي : موت الأنسجة بسبب نقص الأكسجين) في العضو  ويحدث احتشاء الطحال عند انسداد شريان الطحال أو أحد فروعه حيث يكون بسبب جلطة دموية على سبيل المثال.
ولقد بلغت نسبة الوفيات 5٪. في سلسلة من 59 مريضاً، حيث تشمل المضاعفات تمزق الطحال، والنزيف، وخراج الطحال (على سبيل المثال، إذا كان السبب الكامن هو التهاب الشغاف العدوائي) أو تكوين كيس كاذب وقد يكون استئصال الطحال مُبَررًا في حالة الأكياس الكاذبة المستمرة بسبب ارتفاع مخاطر التمزق اللاحق.

## التشخيص
على الرغم من أنه يمكن أن يحدث بدون أعراض، فإن الأعراض المعتادة هي الألم الشديد في الربع العلوي الأيسر من البطن، والذي ينتشر أحيانًا إلى الكتف الأيسر، وتظهر الحمى والقشعريرة عند بعض الحالات، ويجب تمييزه عن الأسباب الأخرى لألم البطن الحاد وذلك باستبعادها عن طريق التصوير المقطعي المحوسب للبطن، حيث تعد هي الطريقة الأكثر استخدامًا لتأكيد التشخيص، على الرغم من أن الموجات فوق الصوتية للبطن يمكن أن تساهم أيضًا في  التشخيص.

## العلاج
لا يوجد علاج محدد، باستثناء علاج الاضطراب الأساسي وتخفيف الآلام بشكل كافٍ ويكون الاستئصال الجراحي للطحال (استئصال الطحال) مطلوباً فقط في حالة حدوث مضاعفات، حيث ان الاستئصال الجراحي قد يؤدي إلى عدوى ما بعد استئصال الطحال.

## الأسباب
قد تزيد عدة عوامل من إمكانية تكون الجلطة، مثل بعض أنواع العدوى المحددة (مثل الحمى الغدية  و عدوى الفيروس المضخم للخلايا و  الملاريا وداء البابيسيات واضطرابات التخثر الوراثية (أهبة التخثر، مثل العامل الخامس لايدن ومتلازمة ضد الفوسفوليبيد) والأورام الخبيثة (مثل سرطان البنكرياس) أو الانتشار السرطاني، أو مزيج من هذه العوامل, وفي بعض الحالات، تتشكل جلطات الدم في جزء من الدورة الدموية ثم تنفصل وتنتقل إلى جزء آخر من الجسم حيث قد يشمل الطحال.
وتشتمل هذه الاضطرابات المكونة للجلطات العائمة على: الرجفان الأذيني أو الثقبة البيضوية القلبية أو التهاب الشغاف أو إنسداد الأوعية بالكوليسترول.
كما أن احتشاء الطحال أكثر شيوعًا في الاضطرابات الدموية المصاحبة لتضخم الطحال، مثل الإضطرابات التكاثرية في مخ (نقي) العظم، ويمكن ايضاً أن تؤدي الأسباب الأخرى لتضخم الطحال (مثل: مرض جوشر أو اعتلال الهيموغلوبين) إلى الإصابة بالاحتشاء وقد ينتج احتشاء الطحال أيضًا عن أزمة الخلايا المنجلية في مرضى فقر الدم المنجلي وتعتبر كلاً من تضخم الطحال والميل نحو تكون الجلطة في هذه الحالة من أهم خصائص احتشاء الطحال، حيث انه في مرض فقر الدم المنجلي، يؤدي احتشاء الطحال المتكرر إلى فشل الطحال (استئصال الطحال الذاتي).
ويمكن أن يكون أي عامل يؤثر بشكل مباشر على شريان الطحال سبباً للاحتشاء، حيث تشمل الأمثلة صدمات البطن، وتسلخ الأبهر، والتواء شريان الطحال (على سبيل المثال، في الطحال المتدلي) أو الضغط الخارجي على الشريان بسبب الورم يمكن أن يكون أيضًا من مضاعفات إجراءات الأوعية الدموية ، ويمكن أن يكون احتشاء الطحال بسبب التهاب الأوعية الدموية أو التخثر المنتشر داخل الأوعية، حيث ارتبطت حالات أخرى مختلفة باحتشاء الطحال في تقارير الحالات، على سبيل المثال الورم الحبيبي مع التهاب الأوعية  أو العلاج بالأدوية التي تؤهب لتشنجات الأوعية الدموية أو تكوّن الجلطة الدموية، مثل مضيقات الأوعية المستخدمة لعلاج دوالي المريء، سوماتريبتان  أو بيفاسيزوماب.
ومن خلال مراجعة الحالات بأثر رجعي في مركز طبي واحد، تبين أن الأشخاص الذين تم إدخالهم إلى المستشفى بتشخيص مؤكد لاحتشاء الطحال الحاد، كانت الإضطرابات المكونة للجلطات العامة من أهم المسببات السائدة لديهم ومن ثم يليها الرجفان الأذيني، وأمراض المناعة الذاتية، والعدوى المرتبطة بها، والأورام الخبيثة الدموية وذلك على الرغم من أن هؤلاء لديهم بالفعل عوامل خطر للإصابة باحتشاء الطحال، إلا انه كان هناك تسعة أشخاص أصحاء مسبقًا وومن بينهم، تم تشخيص 5 من 9 حتى الآن بمتلازمة أضداد الفوسفوليبيد أو مرض الصمام التاجي حيث بقي اثنان مشفران.

### احتشاء الطحال العلاجي
من الممكن أن يقوم الطبيب بحشو الطحال لعلاج حالات مثل فرط ضغط الدم البابي أو تمزق الطحال، ويمكن استخدامه طبياً أيضًا قبل استئصال الطحال للوقاية من فقدان الدم.